# 専有部分
専有部分（せんゆうぶぶん）は、区分所有権の目的たる建物の部分をいい、一棟の建物に構造上区分された数個の部分で独立して住居、店舗、事務所又は倉庫その他建物としての用途に供することができるものであって、法令（日本では建物の区分所有等に関する法律（以下「区分所有法」））によって、それぞれ個別の所有権の目的とされるもの（同法第1条、第2条第3項）をいう。分譲マンションの各室などがこれにあたる。英語には、exclusively-owned area と訳される。
本項目では、物的な範囲、権利の態様、使用における問題、管理・改修、取引（売買）に関することを中心に扱う。

## 区分所有建物
区分所有法においては、一棟の建物は、専有部分か共用部分のいずれかに区分される。専有部分、共用部分、これらを含む一棟の建物を総称して区分所有建物（くぶんしょゆうたてもの）という。日本の場合、区分所有建物の用途は、住宅専用又は住宅部分と店舗部分が併存するものが多くを占める。専有部分の所有者を区分所有者といい、区分所有者は特定の専有部分を共有することもできる。
- 区分所有建物のイメージ例（専有部分と共用部分）

| 301号室 （専有部分） | 302号室 （専有部分）       | エレベー タ 階段 廊下 （法定 共用部 分） |
| 201号室 （専有部分） | 202号室 （専有部分）       | エレベー タ 階段 廊下 （法定 共用部 分） |
| 1階店舗 （専有部分） | 管理人室 （規約共 用部分） | エレベー タ 階段 廊下 （法定 共用部 分） |

- 201、202、301、302の各号室:住戸（各戸前のバルコニーの専用使用権付）

高層マンションでも、上記イメージの延長となる。こうしたマンションの全景は、バルコニーの部分が凹んだような外観となることが多い。大川端リバーシティ21 センチュリーパークタワー 
| 廊下（法定共用部分） |                                                  |                           |
|                      | 202号室 （専有部分）                             | 階段等 （法定 共用部 分） |
|                      | バルコニー（法定共用部分、 202号室の専用使用権） | 階段等 （法定 共用部 分） |

- 「規約共用部分」とは管理規約により共用部分とされる部分で、「法定共用部分」とは法令上当然に共用部分となる部分をいう（区分所有法第4条）。

参考:『平成21年度版　宅建ポイントマスターI　民法等』TAC
日本においては、区分所有建物のうち、2以上の区分所有者が存する建物で人の居住の用に供する専有部分のあるものは、マンションの管理の適正化の推進に関する法律によるマンションとして同法の適用も受ける。マンションは、日本においては都市部を中心に重要な居住形態となっている。

## 要件
区分所有法においては、専有部分となるためには、次の各要件を満たさなければならないものとされている。この要件を満たしていても、管理規約により共用部分とされる部分（規約共用部分）があることがある。さらに、オフィスビル、賃貸マンション等で、一棟の建物全体が同一の所有者である場合でも、専有部分に当たる部分が賃貸部分として共用部分と区別される場合があるが、こうした区分所有が行われていない場合は区分所有法の適用は受けない。
- 構造上の独立性

壁、天井、床等によって他の部分と遮断されていること。
- 利用上の独立性

独立して住居、店舗、事務所、倉庫等の用途に供されていること。ここでいう「独立」には、直接又は共用部分を通じて外部と往来できるということがある。

## 専有部分の範囲
専有部分と共用部分との境界について、区分所有法には明確な規定がない。一方、国土交通省は、「マンションの管理の適正化に関する指針」において、「特に、専有部分と共用部分の区分、専用使用部分と共用部分の管理及び駐車場の使用等に関してトラブルが生じることが多いことから、（中略）、各部分の範囲及びこれに対するマンションの区分所有者等の負担を明確に定めておくことが望ましい」としている。
1. 壁、床、天井等について
ここでは[注 3]の各説がある。マンション標準管理規約（国土交通省作成、以下「標準管理規約」という）は、そのうち次の「折衷説・上塗説」を採用し、「天井、床及び壁は、躯体部分を除く部分を専有部分」としている[6]。
境界部分のうち躯体部分は共用部分であるが、上塗り部分など躯体部分以外の部分は専有部分の範囲に含まれるという考え方で、上塗り部分は専有部分となる。マンション管理センターは、「境界壁の壁紙の張り替えが可能になるなど区分所有者相互間で、建物の維持管理する関係において、この説が相当」としている。
2. 窓ガラス、玄関扉等について 
玄関扉の色を勝手に塗り変えたり、窓ガラスに広告をだしたりすると美観が損なわれるため規制が必要である。標準管理規約では、窓枠、窓ガラス、玄関扉（錠及び内部塗装部分は専有部分）、建物の外観保全の観点から利用制限を付すべき建物の部分等は共用部分として各区分所有権の対象から除外している[6]。
3. 配管、配線について 
標準管理規約では、上下水、電気、ガス等の配管・配線の設備については、専有部分の専用に供されるもので、共用部分にある部分以外のものを専有部分とし、「専有部分の専用に供される」か否かは、設備機能が各住戸等の専用のものであるか、共用のものであるかにより決定するものとされている[7][注 4]。空調、給湯関係の設備については、マンションにおいては各専有部分に属することが一般的であり[注 5]、標準管理規約でも共用部分に記載されていない。

### 専有部分に含まれる付帯設備
住宅では、空調、給湯、厨房、風呂等生活のための設備がある。
日本における事務室の場合は、付帯設備は共用部分に集中させる傾向が見られ、住宅に比べてシンプルとなっている（オフィスビルを参照されたい）。賃貸用の店舗等の場合は、さらに、内装、外装、建築設備の一部を借主が施工することも見られる（スケルトン貸し）。

### 専用使用権
共用部分等の一部について、特定の区分所有者が排他的に使用する権利であり、専有部分の権利と混同されがちである。バルコニー（ここでいう「バルコニー」は「ベランダ」とも呼ばれる）などが対象となる。

### 専有面積
いわゆる壁心計算と内法計算とがある。区分所有法上、専有部分の床面積は、壁その他の区画の内側線で囲まれた部分の水平投影面積（内法計算）によることが原則であるが、規約で別段の定めをすることができるものとされている。「壁心」か「内法」かということは、面積計算にとどまらず、関係する壁が専有部分となるか共用部分となるかにもつながるため、管理規約で明確にする必要がある。

## 専有部分の登記
登記記録（登記簿）は一つの不動産である各専有部分ごとに作成される。日本の不動産登記制度は、表示に関する登記が「表題部」として権利関係とは区分されるが、表題部に、専有部分とは別に一棟の建物全体のものが記載される。さらに日本の場合は、欧米の多くの国等と異なり、建物は、土地と別個の不動産とされて登記も土地とは別個のものであるが、敷地権の表示も記載され、敷地利用権の権利関係も専有部分と一体化されている。

## 利用等に関する問題
専有部分は、区分所有権により使用する権利があるが、特にマンションの場合、「共同生活」という面もあり、日本に限らず、区分所有者の共同の利益に反する行為の禁止（区分所有法第6条）に基づいて管理規約で制約が設定される。ただし、年月の経過と共に所有者、居住者が入れ替わり、トラブルになる事例も多いのが実情である。
国等によっては行政部門に専門の調整機関を設置する例（ハワイ州など）が見られるが、日本の場合は、そのような機関が特になく、訴訟に及ばざるをえないこともあるという問題点が指摘されている。

### 住宅として使用
標準管理規約では、住戸部分について住宅以外の用途に供してはならない旨の条項があり。標準管理規約（単棟型）の第12条に付されているコメントで、住宅以外の使用禁止規定に違反するか否かは「専ら居住者の生活があるか否かによって判断する。したがって利用方法は、生活の本拠であるために必要な平穏さを有することを要する」とされている。「いたずらに過剰規制しない方がいい」という指摘も出されている（裁判事例）。

#### ペット飼育
日本においては、標準管理規約で禁止の場合と許容の場合の両方の条項が作成されているように複雑な問題となっている。ペット飼育をめぐる問題の重要性について、マンション管理センターは、「個々の区分所有者の趣味、嗜好の問題にとどまらず、マンションの使用の在り方、管理の在り方、マンションにおける共同の利益の意義、規約の効力、マンション紛争の解決の当事者、社会におけるペット飼育の意義をめぐる広範な問題を提起している」という弁護士による解説をホームページに掲載している。なお、下記#重要事項説明（宅地建物取引業法）に関連することとして、取引時のペット飼育の可否に関する説明・告知をめぐるトラブルも目立つ。

### 店舗部分がある場合
標準管理規約（複合用途型）においては、店舗部分の使用にあたって、「他の区分所有者の迷惑となるような営業形態、営業行為をしてはならない」とされている一方で、住戸部分のような、他の用途に供してはならない旨の条項はない。

### 効力の及ぶ者の範囲
上記の制約等については、区分所有者以外にも及ぶ場合がある。区分所有法第30条では、管理規約は第三者の権利を害してはならないものとされるものであるが、同法第46条により、借主を含む占有者は、建物等の使用方法につき区分所有者と同一の義務を負うものとされる。

#### 同居人等
標準管理規約においては、区分所有者は、同居する者、店舗の場合のこれに勤務する者に対して、規約、管理組合総会決議を遵守させなければならないとされている。

#### 専有部分を貸与する場合
区分所有者が専有部分を貸与（賃貸等）する場合、標準管理規約は、区分所有者が貸与先に管理規約等を遵守させなければならないとし、借主に管理組合に対して管理規約等を遵守する旨の誓約書を提出させることとしている。

### 共同の利益に反する行為の停止
共同の利益に反する行為をする者（区分所有者、占有者等）に対して、区分所有法、標準管理規約は、各種の措置を定めている。これらの行為は、専有部分で行われたものも含まれる。関係する事例の中に、暴力団事務所としての使用がある。　

#### 管理組合理事長の勧告、指示等
標準管理規約では、区分所有者又は専有部分の貸与を受けた者（いずれとも同居人も同様）が法令、管理規約等に違反したとき、又は当該区分所有建物内における共同生活の秩序を乱す行為を行った時は、管理組合理事長は、理事会の決議を経て、その区分所有者等に対し、是正のために必要な勧告等を行うことができることとされている。

#### 区分所有者・占有者に対する違反行為の差止請求
区分使用者又は占有者が建物の保存に有害な行為等をした場合またはする恐れがある場合は、他の区分所有者又は管理組合法人は、その行為の差止を求めることができる。

#### 区分所有者に対する使用禁止請求
上記の2つと異なり、専有部分の使用自体を禁止する措置である。区分使用者又は占有者が建物の保存に有害な行為等をした場合またはする恐れがある場合において、上記の差止請求では区分所有者の共同生活の維持を図ることが困難である場合が対象である（裁判事例 - 認められなかった事例）。

管理組合総会の「特別決議」により訴えをもって専有部分の使用禁止請求を行うものである。この請求を認める判決が確定すると、区分所有者や同居人は当該専有部分を使用できなくなるが、他人に貸し付けることは可能である。

#### 区分所有権の競売請求
これは、いわば「最終手段」として専有部分等の所有権を剥奪する形となる措置である。区分所有者又は占有者が建物の保存に有害な行為等をした場合またはする恐れがある場合において、他の方法では区分所有者の共同生活の維持を図ることが困難である場合が対象である。

管理組合総会の「特別決議」により訴えをもって専有部分の競売請求を行うものである（裁判事例）。

## 管理、改修、建替関係

### 管理等
専有部分の管理は、所有権を持つ各区分所有者が行うことが原則である。区分所有法では、区分所有者は、その専有部分又は共用部分を保存し、改良するため必要な範囲において、他の区分所有者の専有部分又は自己の所有に属しない共用部分の使用を請求することができるものとしている。この場合、他の区分所有者が損害を受けたときは、その償金を支払わなければならない。
一方で、配管、配線等共用部分と一体になった設備部分の管理を共用部分の管理と一体として行う必要がある場合もあり、標準管理規約は、そうした必要があるときは管理組合で管理を行うことができるものとしている。

### 新築マンションのアフターサービス
日本の民法上不動産の売主は瑕疵担保責任を負うが、これは、隠れた瑕疵が対象で、損害賠償または契約解除のみが認められている。そこで、消費者保護、営業政策の観点から瑕疵の有無にかかわらず一定の不具合があれば、無償修補を行うアフターサービスがマンション分譲で広く見られる。修補を行う期間は、専有部分関係では、「室内建具、建具金物、造付家具、室内床仕上げ」等が引き渡しの日から2年間となっている。

### 改修
専有部分の改修は、当該区分所有者が責任を負うものであるが、管理同様に関連する共用部分と一体で行った方が効率的な場合もある。ただし、共用部分を対象とする修繕積立金を取り崩して専有部分の改修を行おうとするなど法的に問題のある事例も見られる。
専有部分の改修により共用部分や他の専有部分に影響を及ぼす場合が考えられる。標準管理規約では、専有部分の修繕等については管理組合理事長の承認を要することとされ、理事長又はその指定を受けた者が必要な範囲で調査の実施すること、その調査に区分所有者は正当な理由がなければ拒否できないことが規定されている。なお、住宅金融支援機構は、「共用部分には手をつけない」のほかに、電気等の容量への注意、工事中は他の専有部分に騒音、振動等色々な影響があるため、工事関係者にルールを遵守させること等を呼びかけている。

### 買取請求権
建物の価格の2分の1を超える部分が滅失（大規模滅失）した場合の復旧については、支出の大きさ等から区分所有者に与える影響が大きいため、区分所有法では、専有部分の買取請求権が認められている。
区分所有法第61条に基づく大規模滅失における復旧決議が成立した場合、その復旧決議に賛成しなかった（反対、棄権）区分所有者は、決議に賛成した区分所有者（承継人を含む）の全部又は一部に、専有部分、敷地利用権を時価で買い取るべきことを請求できる。

### 売渡請求権
建物の建替えでは既存建物の取り壊しにより専有部分も滅失することとなる。区分所有権の保護と建替えの円滑化の調整の観点から、区分所有法では、区分所有者に対する専有部分の売渡請求権が認められている。
区分所有法第62条に基づく建替え決議が成立した場合、建替え参加者又は買受指定者は、不参加者に対して専有部分、敷地利用権を時価で売り渡すことを請求できる。

## 専有部分の取引
専有部分の処分は、共用部分の共用持分と分離して行うことはできず、敷地利用権とも原則として分離して行うことはできない。日本では上記のとおり、建物と土地は別個の不動産として扱われるため、区分所有法の特徴的な制度となっている。そこで、不動産鑑定評価基準は、「区分所有建物及びその敷地」という類型でとらえている。
不動産鑑定評価基準は、特有の価格形成要因について、各論第1章で、これらのものを挙げている。これらは、#重要事項説明（宅地建物取引業法）で述べている説明事項と重なる部分がある。

### 階層別、位置別効用比
マンションの場合は、一般的に眺望等の観点から上層階ほど、さらに南-東-西-北の順で一棟の建物における効用比が高い、すなわち、他の条件が同じならば床面積当たりの単価（価格、賃料）が高くなる傾向があり、超高層マンションでは顕著となる。オフィスビルの場合は、一般的に階層、位置による賃料格差は大きくない。
この効用比は、共用部分や敷地利用権の共有持分と連動するものではない。ただし、不動産鑑定評価等において、専有部分とそれと一体の共用部分の共有持分や敷地利用権の積算価格を求める際は、一棟の建物及びその敷地の価格に効用比を乗じて算出する。

なお、眺望については、建設反対運動に加え、下記重要事項説明関係のトラブル等についても、重要な位置を占める（裁判例）。

### 重要事項説明（宅地建物取引業法）
日本において、専有部分を含む区分所有建物の売買等における重要事項説明（宅地建物取引業法）において説明が義務づけられている事項として次のものがある（建物の貸借の場合は3と8のみ）。重要事項説明の法制度は国際的には多様であるが、いずれも、法制度を問わず所有又は利用に大きな影響を及ぼし、契約当事者の認識に食い違いがあると、トラブルの原因となることが考えられるものである。
1. 当該建物を所有するための一棟の建物の敷地に関する権利の種類及び内容
2. 共用部分に関する規約の定め（その案を含む）があるときは、その内容
3. 専有部分の用途その他の利用の制限に関する規約の定めがあるときは、その内容
4. 当該一棟の建物又はその敷地の一部を特定の者にのみ使用を許す旨の規約（これに類するものを含む）の定め（その案を含む）があるときは、その内容
5. 当該一棟の建物の計画的な維持修繕のための費用、通常の管理費用その他の当該建物の所有者が負担しなければならない費用を特定の者にのみ減免する旨の規約の定めがあるときは、その内容
6. 当該一棟の建物の計画的な維持修繕のための費用の積立てを行う旨の規約の定めがあるときは、その内容及び既に積み立てられている額
7. 当該建物の所有者が負担しなければならない通常の管理費用の額
8. 当該一棟の建物及びその敷地の管理が委託されているときは、その委託を受けている者の氏名（商号又は名称）及び住所（主たる事務所の所在地）
9. 当該一棟の建物の維持修繕の実施状況が記録されているときは、その内容